# 이재강 (언론인)
이재강(1965년 ~ )은 대한민국의 KBS 보도본부 기자이다.

## 데뷔
- 1991년 : KBS 공채 18기 입사

## 학력
- 완산고등학교
- 연세대학교 경영학과 학사
- 연세대학교 언론홍보대학원 석사과정 수료 (학위논문명:공영방송의 '미디어 비평' 프로그램에 나타나는 저널리즘象)

## 경력
- KBS 보도국 사회부 기자
- KBS 보도국 경제부 기자
- KBS 보도본부 시사보도팀 기자
- 2005년 : KBS 기자 협회장 겸 지회장
- 2012년 2월 ~ 2013년 2월 : 제5대 방송기자연합회 회장
- 2018년 4월 ~2019년 11월 : KBS 보도본부 국제부장, 시사제작국장, 통합뉴스룸국장
- 2019년 11월 ~ 2021년 12월 : KBS전주방송총국장
- 2021년 12월 ~ 2023년 11월 : KBS 지역정책실장 (본부장급)
- KBS 심의평가실 자문위원

## 진행

### 과거 텔레비전
- 미디어 포커스 진행(1TV)
- 특파원 현장보고 진행(1TV)